# آرمناک آهارونیان
آرمناک آهارونیان (ارمنی: Արմենակ Ահարոնեան؛ ۱۸۸۵–۱۹۵۸) بازیگر سینما و تئاتر ارمنی‌تبار اهل ایران بود.

## زندگی‌نامه
در سال ۱۸۸۵ میلادی (۱۲۶۴ خورشیدی) در شهر تبریز زاده شد. تحصیلات خویش را در مدارس ارمنی و فرانسوی این شهر کسب نمود و از سنین جوانی به هنر تئاتر علاقه‌مند گشت. وی در ۱۹۰۷ (۱۲۸۶) عازم تفلیس شد و فعالیت هنری خویش را در این شهر و با همکاری هنرمندان نامی وقت شروع نمود. آهارونیان به همراه گروه‌های تئاتر نمایش‌های متعددی را در فرانسه، اتریش و آلمان به روی صحنه برد و پس از بازگشت به تبریز فعالیت خویش را در این شهر ادامه داد. وی بیش از پنجاه سال در عرصهٔ تئاتر فعالیت داشت و نقش به سزایی در امر پیشرفت این هنر نزد ارامنهٔ ایران ایفا نموده است. از نقش‌های معروف وی می‌توان به اجراهای وی در نمایشنامه‌های «برای آبرو»، «بیگانگان» و «خدایان قدیمی» اشاره کرد. آرمناک آهارونیان در سال ۱۹۵۸ میلادی (۱۳۳۷ خورشیدی) در سن ۷۳ سالگی در تهران درگذشت.

## تئاترشناسی
- برای آبرو
- بیگانگان
- خدایان قدیمی
- خاطابالا

## فیلمشناسی
- قاصد بهشت